# Didier Dounot
Didier Dounot (1574 - 1640) a fost un matematician francez.
Originar din Bar-le-Duc, a fost profesor de matematică la Paris în 1620.
I-a cunoscut pe René Descartes și Marin Mersenne, cu care a avut relații de colaborare.
Este autorul celei mai vechi traduceri în franceză a Elementelor lui Euclid, apărută în 1613 sub titlul: Les Éléments de la Géométrie d'Éuclides....
O altă lucrare a sa este Confrontation de l'Invention de le Micrométrie de l'Egmant, apărută în 1611.